# 石蔵文信
石蔵 文信（いしくら ふみのぶ、1955年〈昭和30年〉10月27日 - 2022年〈令和4年〉10月3日）は、日本の医学者。医学博士。循環器科専門医。心療内科医。
夫源病を命名した。

## 来歴
京都府出身。大阪府立高津高等学校を経て三重大学医学部卒業。大阪樟蔭女子大学学芸学部健康栄養学科教授を退職後、大阪大学大学院人間科学研究科未来共創センター招へい教授を歴任。
2022年（令和4年）10月3日、前立腺がんのため大阪市内の自宅で死去、66歳没。

## 人物
- 大阪大学大学院医学系研究科・医療情報学研究室にて、ITを利用した遠隔診療の研究、ITを利用した専門医～一般医のネットワークシステムの開発、医療経済問題に関する取り組み、などの研究をする。
- 男性の勃起障害と治療、バイアグラの研究についても有名で、関連する著書が毎日放送「知っとこ！」でも取り上げられた。
- 中高年男性に多い高血圧症、糖尿病、心臓病などの疾患を「男性更年期障害」として、大阪市内の眼科いしくらクリニックで外来を担当する。老眼や勃起不全などの中高年から始まる体の変調に対しては、無理をせず、自己の生活を楽しむため「スローライフ」がよいと主張する。
- 精神的疾患について勉強し、患者紹介などで精神科医とスムーズに連携するため、社団法人・大阪精神科診療所協会・会長の渡辺洋一郎と共に「一般医-精神科医ネットワーク（通称G-Pネット）」を立ち上げ、大阪を中心に自殺者を減らす活動をしている。
- 平成17年度の性差を考慮した保健医療講演会（千葉市）に於いて、「男性の2007年問題とは？」の講演を行っている。
- 社団法人日本超音波医学会2006～07年度評議員。「超音波造影法の新機軸」をテーマにした＜国際造影超音波シンポジウム（2007年12月・大阪）＞では事務局を務める。
- 2015年（平成27年）6月から、毎日新聞の医療・健康情報サイト「医療プレミア」で、生き方や自身の癌との闘病などについての連載を持っていた[3]。

## 著書
- 石蔵文信『巨人性うつと阪神性不安』双葉社（原著2003年8月1日）。ISBN 978-4575295900。
- 石蔵文信『パンツの中の健康』双葉社（原著2004年11月17日）。ISBN 978-4575297294。
- 石蔵文信『男もつらいよ!男性更年期』ソシム（原著2007年11月1日）。ISBN 978-4883375592。
- 石蔵文信『女房に捨てられないための中年力』メディカルトリビューン（原著2009年1月10日）。ISBN 978-4895893435。
- 石蔵文信『できる男は2食主義』メディカルトリビューン（原著2009年7月1日）。ISBN 978-4895893473。
- 石蔵文信『こころに華咲かそ ラフアンドピース』大阪大学出版会（原著2011年1月20日）。ISBN 978-4990109837。
- 石蔵文信『下痢、ストレスは腸にくる』大阪大学出版会〈阪大リーブル026〉（原著2011年1月24日）。ISBN 978-4872593105。
- 石蔵文信『夫源病:こんなアタシに誰がした』大阪大学出版会〈阪大リーブル031〉（原著2011年11月22日）。ISBN 978-4872593143。
- 石蔵文信『男のうつ：治らなくても働ける!: 復職マニュアル』日経BPマーケティング（原著2012年6月1日）。ISBN 978-4532318130。
- 石蔵文信『日本人が安心して死ねない99の理由』大阪大学出版会（原著2012年8月1日）。ISBN 978-4872594102。
- 石蔵文信『妻の病気の9割は夫がつくる:医師が教える「夫源病」の治し方』マキノ出版（原著2012年12月15日）。ISBN 978-4837671855。
- 石蔵文信『いつまでたっても更年期が終わらない…… 奥さん、それは「夫源病」ですね。』静山社〈静山社文庫〉（原著2013年4月4日）。ISBN 978-4863892132。
- 石蔵文信『おなかの不安は解消できる』メディアファクトリー〈メディアファクトリー新書〉（原著2013年4月26日）。ISBN 978-4840151788。
- 石蔵文信『引きこもり、うつ、男性更年期…その原因は!? がんばるほどツライ「下痢」という病』静山社〈静山社文庫〉（原著2013年7月4日）。ISBN 978-4863892187。
- 石蔵文信『57歳からの意識革命:人生を最後まで充実させるために』双葉社〈双葉新書〉（原著2013年10月2日）。ISBN 978-4575154191。
- 石蔵文信『男のええ加減料理:60歳からの超入門書』講談社〈講談社のお料理BOOK〉（原著2014年6月13日）。ISBN 978-4062996136。
- 石蔵文信『あなたの降圧剤は止められる! 高血圧の疑問と意外な真実62』双葉社（原著2014年6月21日）。ISBN 978-4575306910。
- 石蔵文信『健康は八割くらいがちょうどいい 病とうまく付き合う方法』KADOKAWA/角川学芸出版〈角川フォレスタ〉（原著2014年8月23日）。ISBN 978-4046539663。
- 石蔵文信『なぜ妻は、夫のやることなすこと気に食わないのか:エイリアン妻と共生するための15の戦略』幻冬舎〈幻冬舎新書〉（原著2014年9月27日）。ISBN 978-4344983557。
- 石蔵文信『缶詰で 男のもっとええ加減料理』講談社〈講談社のお料理BOOK〉（原著2015年10月23日）。ISBN 978-4062996518。
- 石蔵文信『親を殺したくなったら読む本:親に疲れた症候群の治し方』マキノ出版（原著2015年12月15日）。ISBN 978-4837672258。
- 石蔵文信『男の“ええ加減”料理はフライパンひとつ:60歳からの自立飯入門』講談社〈講談社のお料理BOOK〉（原著2016年4月8日）。ISBN 978-4344983557。
- 石蔵文信『なるほど! 育じい道:お医者さんが実践している孫育て術』講談社〈講談社の実用BOOK〉（原著2016年6月24日）。ISBN 978-4062200950。
- 伊藤公雄、石蔵文信、他 著、伊藤公雄、山中浩司 編『とまどう男たち:生き方編』大阪大学出版会〈阪大リーブル054〉（原著2016年7月6日）。ISBN 978-4872594355。
- 石蔵文信『定年不調』集英社〈集英社新書〉（原著2019年8月9日）。ISBN 978-4087210866。
- 石蔵文信『逝きかた上手:全身がんの医者が始めた「死ぬ準備」』幻冬舎（原著2022年5月25日）。ISBN 978-4344039636。